# João Pedro dos Santos Gonçalves
João Pedro Dos Santos Gonçalves (Beja, Portugal, 15 de abril de 1982) es un futbolista portugués. Juega de defensor y su equipo actual es el Nea Salamis Famagusta de la Primera División de Chipre.

## Clubes
| Club                  | País     | Año           | PJ | Goles |
| --------------------- | -------- | ------------- | -- | ----- |
| Naval 1º de Maio      | Portugal | 2008          |    |       |
| Belenenses            | Portugal | 2008 - 2009   | 10 | 0     |
| Metalurh Donetsk      | Ucrania  | 2009 - 2013   | 44 | 2     |
| Ermis Aradippou       | Chipre   | 2013-2016     | 57 | 2     |
| Nea Salamis Famagusta | Chipre   | 2016-presente | 58 | 0     |